# 미래를 걷는 소녀
미래를 걷는 소녀(일본어: 東京少女, 영어: Tokyo Girl)는 일본의 코나카 카즈야 감독이 만든 영화이다.
휴대 전화를 통한 1910년대의 인물과 2000년대의 인물 간의 만남을 다루었다.

## 개요
- 도쿄 소녀의 영화 개봉작으로 일본에서 같은 달에 호리키타 마키 주연의 《도쿄 소년》이 개봉됐다.

## 줄거리
공상과학소설가를 꿈꾸는 평범한 여고생 미호는 어느날 빌딩 계단을 내려가다 지진이 일어나자 그녀의 손에 들고 있는 휴대 전화기를 떨어뜨린다. 신기하게도 그 휴대 전화기는 광채에 감싼 채 어디론가 사라진다. 이후 그녀는 잃어버린 휴대 전화기에 전화를 걸어보고 간신히 연결되지만, 상대와는 전혀 대화가 되지를 않는다. 전화 반대편에서 들리는 목소리의 주인공은 1912년의 소설가 지망생인 미야타 토키지로였다. 이 아리송한 상황을 점차 이해해가는 두 사람은 휴대 전화기 너머로 서로에 대해 얘기를 나누는 사이에 마음이 통하기 시작한다. 당대 최고 작가인 나츠메 소세키의 문하생인 그는 100년 후를 살고 있는 미호에게 자신의 미래에 대해 알아봐 줄 것을 부탁한다.

## 등장인물
- 후지사키 미호(일본어: 藤咲未歩) - 카호
- 미야타 토키지로(일본어: 宮田時次郎) - 사노 카즈마
- 미야타 아키코(일본어: 宮田あき子) - 후쿠나가 마리카
- 시오미 아츠시(일본어: 塩見篤史) - 콘도 요시마사
- 후지사키 타에코(일본어: 藤咲妙子) - 아키모토 나오미